# Peter Knüsel
Peter Knüsel, né le 21 octobre 1923 à Neuenkirch (originaire de Udligenswil) et mort le 13 février 2018 à Meggen, est un ingénieur agronome et personnalité politique suisse, membre du Parti radical-démocratique.

## Biographie
Peter Knüsel naît le 21 octobre 1923 à Neuenkirch. Il est originaire d'une autre commune du canton de Lucerne, Udligenswil.  
Après des études d'agronomie à l'École polytechnique fédérale de Zurich (1945-1949), Peter Knüsel enseigne à l'École d'agriculture de Willisau, dans le canton de Lucerne. En 1959, il est nommé secrétaire au Département cantonal de l'économie publique où il traite des questions agricoles. Il conserve ce poste pendant dix ans.  

## Parcours politique
Membre du Parti radical-démocratique, il est élu en 1969 au Conseil d'État, l'exécutif du canton de Lucerne, et y reste jusqu'en 1981. Il succède à son collègue de parti Adolf Käch. Il y est chargé de l'économie. Dans le cadre de cette fonction, il est également le premier président de la Conférence des directeurs cantonaux de l'énergie entre 1979 et 1981. 
Parallèlement à son parcours politique cantonal, il est membre du Conseil des États, la chambre haute de l'Assemblée fédérale, de 1971 à 1987,. Il y défend notamment la levée de l'interdiction des casinos et des jeux d'argent.